# Deutsche Freie-Partie-Meisterschaft 1954/55

Veranstaltungsort: Köln

Die Deutsche Freie-Partie-Meisterschaft 1954/55 ist eine Billard-Turnierserie und fand vom 7. bis zum 10. Mai 1955 in Köln zum vierten Mal statt.

## Geschichte
Erstmals wurde diese Deutsche Freie-Partie-Meisterschaft als Multidisziplin-Meisterschaft im neu eröffneten Rudolph’schen Casino in Köln veranstaltet. Es wurden alle Disziplinen des Karambolbillards gespielt. Ungeschlagener Sieger wurde der Frankfurter Walter Lütgehetmann. Zum dritten Mal in Folge belegte der Düsseldorfer Siegfried Spielmann den zweiten Platz. Auch diesmal verbesserte oder egalisierte er deutsche Rekorde. Platz drei ging an den Sieger der letzten beiden Jahre Ernst Rudolph.

## Modus
Gespielt wurde im Round-Robin-Modus bis 500 Punkte. Die Endplatzierung ergab sich aus folgenden Kriterien:
1. Matchpunkte
2. Generaldurchschnitt (GD)
3. Höchstserie (HS)

## Abschlusstabelle
| MP    | Match Points (Sieger = 2; Unentschieden = 1; Verlierer = 0) |
| Pkte. | Erzielte Karambolagen                                       |
| Aufn. | Benötigte Versuche                                          |
| GD    | Generaldurchschnitt                                         |
| BED   | Bester Einzeldurchschnitt eines Spielers                    |
| HS    | Höchstserie                                                 |
|       | Bester GD des Turniers                                      |
|       | Bester ED des Turniers                                      |
|       | Beste HS des Turniers                                       |
|       | 1. Platz (Gold)                                             |
|       | 2. Platz (Silber)                                           |
|       | 3. Platz (Bronze)                                           |

| Klassement                 | Klassement                           | Klassement | Klassement | Klassement | Klassement | Klassement | Klassement |
| Platz                      | Name                                 | MP         | Pkte.      | Aufn.      | GD         | BED        | HS         |
| -------------------------- | ------------------------------------ | ---------- | ---------- | ---------- | ---------- | ---------- | ---------- |
| 1                          | Walter Lütgehetmann (Frankfurt/Main) | 6:0        | 1500       | 12         | 125,00     | 166,66     | 403        |
| 2                          | Siegfried Spielmann (Düsseldorf)     | 4:2        | 1249       | 8          | 156,12     | 500,00     | 500        |
| 3                          | Ernst Rudolph (Köln)                 | 2:4        | 634        | 13         | 48,76      | 125,00     | 242        |
| 4                          | Josef Bolz (Köln)                    | 0:6        | 158        | 9          | 17,55      | -          | 41         |
| Turnierdurchschnitt: 84,30 |                                      |            |            |            |            |            |            |